# Nemeritis obstructor
Nemeritis obstructor är en stekelart som först beskrevs av Aubert 1979.  Nemeritis obstructor ingår i släktet Nemeritis och familjen brokparasitsteklar. Inga underarter finns listade i Catalogue of Life.